# Bîkivți, Șumsk
Bîkivți (în ucraineană Биківці) este o comună în raionul Șumsk, regiunea Ternopil, Ucraina, formată numai din satul de reședință.

## Demografie
Componența lingvistică a comunei Bîkivți
     Ucraineană (98,77%)
     Alte limbi (0,96%)
Conform recensământului din 2001, majoritatea populației comunei Bîkivți era vorbitoare de ucraineană (98,77%), existând în minoritate și vorbitori de alte limbi.